# Bentheledone
Bentheledone Robson, 1932 è un genere di cefalopodi appartenente alla famiglia Megaleledonidae.

## Descrizione
I membri del genere Bentheledone sono piccoli ottopodi dalle forme tozze e dal corpo muscoloso. Il mantello ha forma rotondeggiante subsferica e comunica con l'esterno attraverso una piccola apertura. Le braccia sono tutte della stessa lunghezza, robuste e corte, la lunghezza delle braccia è circa doppia rispetto alla lunghezza del mantello; sono unite da una membrana di lunghezza pari a circa il 40% della lunghezza totale delle braccia. Le ventose sono disposte in una sola fila. Il sacco dell'inchiostro è assente. Nel maschio il terzo braccio destro è ectocotilizzato. Il tegumento è liscio. La colorazione è uniforme o più scura nella parte inferiore.

## Distribuzione e habitat
Le due specie sono note sclusivamente per l'oceano Australe.
I pochi esemplari noti sono stati catturati a profondità superiori ai 2000 metri.

## Biologia

### Riproduzione
Le uova sono molto grandi, fino al 30% della lunghezza del mantello.

## Tassonomia
Il genere comprende due specie::
- Bentheledone albida (Berry, 1917)
- Bentheledone rotunda (Hoyle, 1885)

Vi sono incertezza sulla tassonomia e sull'effettiva validità del genere e anche il numero di specie valide è dibattuto.